# Tarumania walkerae
Tarumania walkerae es la única especie del género monotípico Tarumania, el que a su vez es el único que integra la familia de peces de agua dulce Tarumaniidae en el orden Characiformes. Habita en charcas de aguas tropicales en selvas en la cuenca del Amazonas, en el norte de Sudamérica.

## Taxonomía
Descripción original
Esta especie fue descrita originalmente junto a su género y familia, en el año 2017 por los investigadores Mário de Pinna, Jansen Zuanon, Lucia Rapp Py-Daniel y Paulo Petry.
Localidad tipo
La localidad tipo referida es: “charca marginal al arroyo Tarumã-Mirim (un afluente del río Negro), estado de Amazonas, Brasil en las coordenadas: 02.90965°S 60.22915°W”.
Holotipo
El ejemplar holotipo designado es el catalogado como: INPA 33737; se trata de un espécimen que midió 81,6 mm de longitud estándar. Fue capturado por Lucia Rapp Py-Daniel, Jansen Zuanon y Mário de Pinna el 2 de septiembre de 2006. Se encuentra depositado en la colección de ictiología del Instituto Nacional de Pesquisas da Amazônia (INPA), situado en la ciudad brasileña de Manaus.
Etimología
Etimológicamente el término genérico femenino Tarumania es un topónimo sustantivo en singular nominativo que refiere a la zona donde fue colectado el ejemplar tipo, el río Tarumã-Mirim, un afluente del río Negro inferior.
El epíteto específico walkerae es un epónimo sustantivo genitivo femenino, el cual refiere al apellido de la persona a quien le fue dedicado el taxón, la limnóloga Ilse Walker, no solo por dedicar su vida a aportar conocimiento de la ecología amazónica, sino también por haber recogido los primeros ejemplares.
Caracterización y relaciones filogenéticas
Tarumania walkerae posee un notable conjunto de características muy particulares. Entre sus rasgos inusuales se encuentra el exhibir en la cabeza escamas invertidas; el número de escamas a lo largo de la serie lateral es de 244 o más; presenta una vesícula de 11 compartimentos que se extiende a lo largo de la mayor parte del cuerpo, etc. El ejemplar de mayor largo alcanzó 151,2 mm de longitud estándar.
Un análisis filogenético permitió ubicar a Tarumania dentro de la superfamilia Erythrinoidea, quedando como el grupo hermano de la familia Erythrinidae.
Es el único characiforme con forma anguiliforme y hábitos fosariales.

## Distribución geográfica y hábitat
Este pez es endémico de la parte central del Amazonas, en el estado homónimo, en el centro-norte de Brasil. Hidrológicamente se distribuye en la cuenca del río Negro inferior (el cual pertenece a la hoya hidrográfica del Amazonas), habiendo sido encontrado en dos localidades, ambas distanciadas por alrededor de 60 km en línea recta: la cuenca del arroyo Tarumã-Mirim —un afluente del río Negro que se ubica en las proximidades de la ciudad de Manaus— y en el archipiélago de Anavilhanas, dentro del propio cauce del río Negro.
Su exclusivo hábitat comprende charcas aisladas con abundante hojarasca y situadas dentro de la selva. Durante la estación seca permanece profundamente enterrado.
A pesar de habitar en proximidades de un gran centro urbano en una zona que desde el siglo XIX viene siendo intensamente explorada ictiológicamente, que un pez tan notablemente distintivo y de tamaño bastante grande haya podido llegar al siglo XXI sin ser descubierto, llevó a los autores a concluir que los elementos principales de la biodiversidad amazónica siguen siendo aún desconocidos.